# Випотник, Жан
Жан Ви́потник (словен. Žan Vipotnik; род. 18 марта 2002, Словения) — словенский футболист, нападающий клуба «Суонси Сити» и сборной Словении. Участник чемпионата Европы 2024.

## Клубная карьера
Випотник — воспитанник клубов «Дравинжа» и «Марибор». В 2020 году он был включён в заявку основной команды последних. В начале 2021 года Випотник на правах аренды перешёл в «Горица». 10 февраля в матче против «Браво» он дебютировал в чемпионате Словении. 21 апреля в поединке против «Браво» Жан забил свой первый гол за «Горицу». По окончании аренды Випотник вернулся в «Марибор». 18 июля в матче против «Целе» он дебютировал за основной состав. 6 ноября в поединке против «Браво» Жан забил свой первый гол за «Марибор». 
В начале 2022 года Випотник был арендован «Триглавом». В матче против «Бельтинчи» он дебютировал во Второй лиге Словении. 12 марта в поединке против «Декани» Жан Забил свой первый гол за «Триглав». 23 апреля в матче против «Кршко» он сделал хет-трик. 
Летом 2022 года после окончания аренды Випотник вернулся в «Марибор». В матчах против «Радомлье» и «Горицы» он сделал по хет-трику. По итогам сезона он забил 20 голов и стал лучшим бомбардиром чемпионата. 

## Международная карьера
23 марта 2023 года в отборочном матче чемпионата Европы 2024 против сборной Казахстана Випотник дебютировал за сборную Словении. В этом же поединке Жан забил свой первый гол за национальную команду. 

### Голы за сборную Словении
| #   | Дата             | Место                                       | Противник  | Счёт | Результат | Соревнование                       |
| --- | ---------------- | ------------------------------------------- | ---------- | ---- | --------- | ---------------------------------- |
| 01. | 23 марта 2023    | Астана Арена, Астана, Казахстан             | Казахстан  | 1:2  | 1:2       | Чемпионат Европы 2024 квалификация |
| 02. | 10 сентября 2023 | Олимпийский стадион, Серравалле, Сан-Марино | Сан-Марино | 1:0  | 4:0       | Чемпионат Европы 2024 квалификация |

## Достижения
Индивидуальные
- Лучший бомбардир чемпионата Словении (20 голов) — 2022/23.